# Campanula forsythii
Campanula forsythii är en klockväxtart som först beskrevs av Giovanni Arcangeli, och fick sitt nu gällande namn av Dieter Podlech. Campanula forsythii ingår i släktet blåklockor, och familjen klockväxter.
Artens utbredningsområde är Sardinien. Inga underarter finns listade i Catalogue of Life.

## Bildgalleri

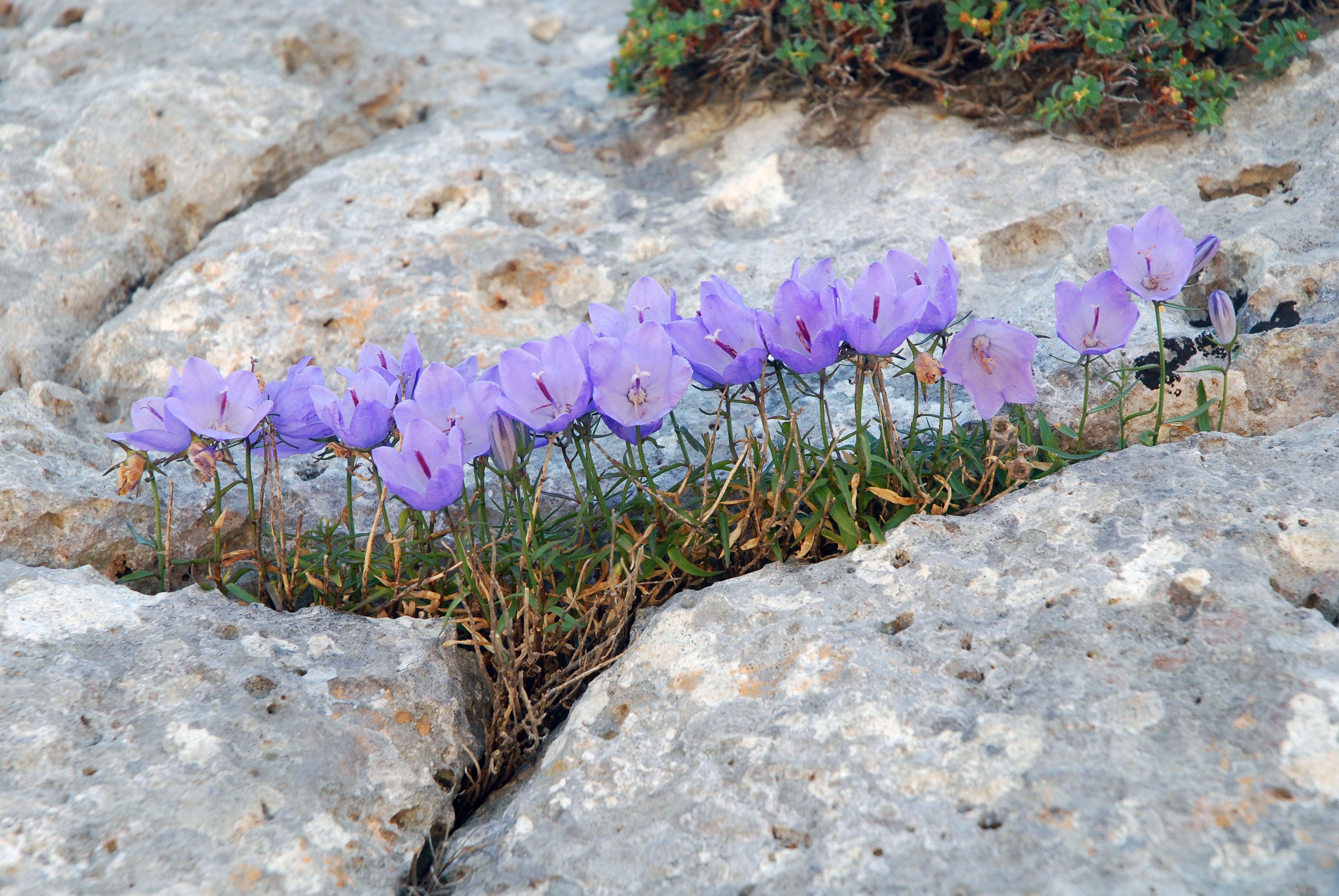
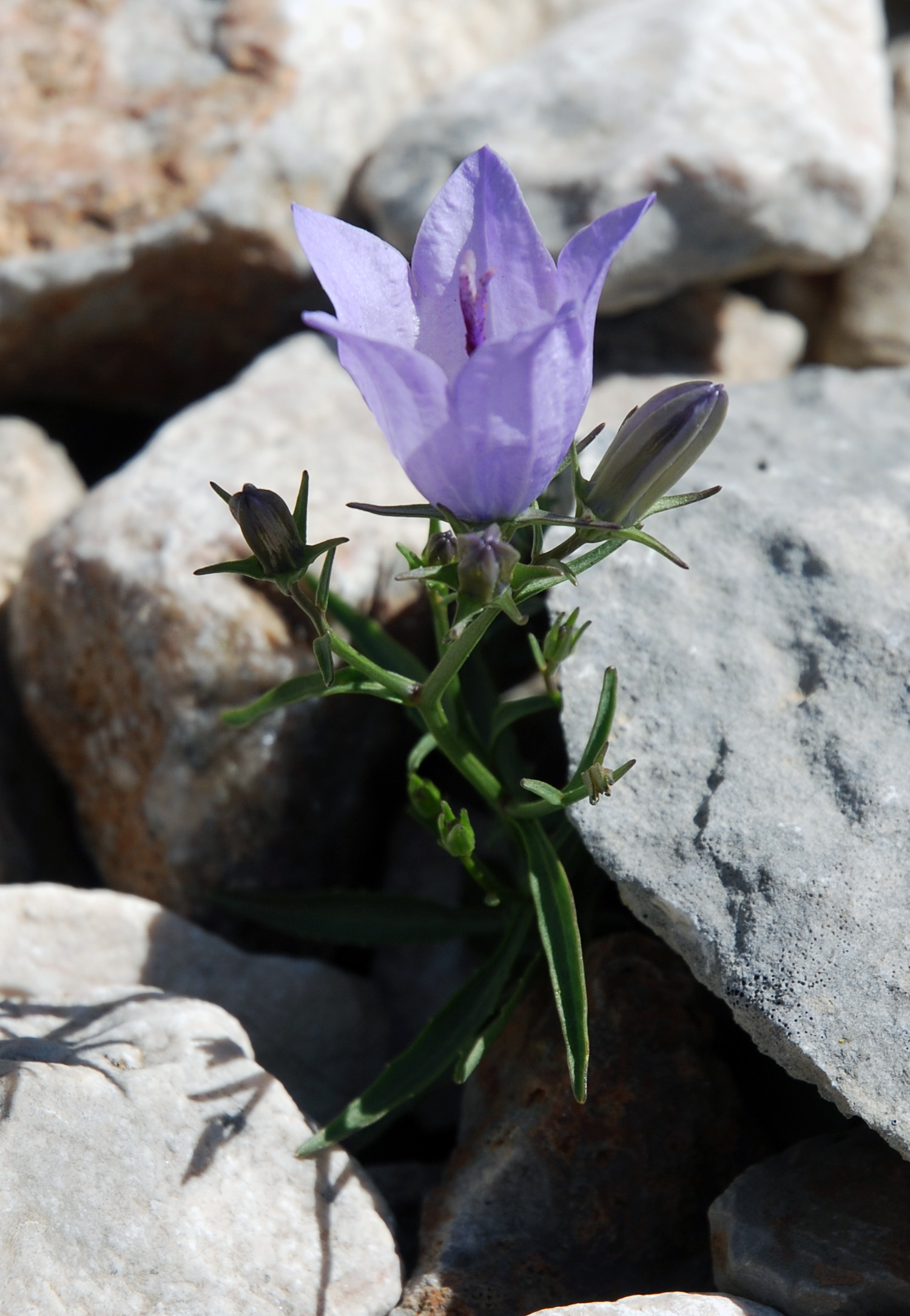